# Mylla Christie
Mylla Christie Vitta Sartori (sinh ngày 10 tháng 6 năm 1971 tại São Paulo) là một nữ diễn viên, người mẫu, ca sĩ, người dẫn chương trình truyền hình và nữ doanh nhân người Brazil.

## Đầu đời
Sinh ra trong một gia đình trung lưu ở São Paulo, cha Mylla, Odair Gorga là một giám đốc nhà hát và mẹ cô là Joyce Helena Vitta, một nhạc cụ phẫu thuật. Cô có một người anh tên Juliano Gorga.
Mylla Christie được đào tạo về múa ba lê cổ điển, hiện đại và nhảy tap. Năm 10 tuổi, cô đã vô địch môn thể dục dụng cụ Olympic ở São Paulo bởi Clube Pinheiros. Cô xuất hiện lần đầu trên truyền hình vào năm 1979 tại Roberto Carlos Especial đóng vai Cậu bé, trong khi ca sĩ đóng vai Charlie Chaplin (Carlitos).

## Nghề nghiệp

### Người mẫu
Là một người mẫu, Mylla Christie đã xuất hiện trên tạp chí Capricho và trên trang bìa của Boa Forma, Manequim và Criativa, trong số những người khác, cô đã thực hiện nhiều chiến dịch công khai, như Philco Hitachi, Pepsi, Colgate, C &amp; A, Goodyear, Molico, Vô tư, Ryder và Xà phòng Lux. Năm 15 tuổi, cô làm việc và sống ở Nhật Bản.
Cô đã lên trang bìa của tạp chí đàn ông Interview vào tháng 9 năm 1995 và Playboy vào tháng 11 năm 1997.

### Người giới thiệu chương trình truyền hình
Mylla Christie trở về Brazil và trở thành người dẫn chương trình truyền hình của chương trình Zaap, Rede Record, và từ tháng 6 năm 1993 đến tháng 3 năm 1994, Clube da Criança, Rede Manchete đã tuyệt chủng và là một ca sĩ đã thu âm một đĩa.
Mylla Christie được đề cử tham gia chương trình Casa dos Artistas, tại SBT, nhưng từ chối lời mời, thích chỉ huy chương trình Mylla ở Forma, trên Rede Mulher.

### Nữ diễn viên
Là một nữ diễn viên, Mylla Christie học diễn xuất tại xưởng diễn xuất của Myriam Muniz, được công chiếu tại Meu Bem, Meu Mal, vào vai Jéssica, một cô gái nổi loạn, ủ rũ, hư hỏng và bất cần, con gái của Ricardo Miranda (José Mayer). Làm việc trên một số tiểu thuyết, giành được một dự án quốc gia vào năm 1995, khi cô đóng vai Silene, con gái của nhân vật chính do Cláudia Raia sống trong miniseries Engraçadinha. .. Seus Amores e Seus Pecados, cũng xuất hiện trong các tập của Vocalê Decide, A Comédia da Vida Privada và Renato Aragão Especial.